# Miron Mironiuk
Szymon Miron Mironiuk (ur. 17 listopada 1989 we Wrocławiu) – polski specjalista w zakresie AI, przedsiębiorca. Jest założycielem i CEO przedsiębiorstwa technologicznego Cosmose AI, która zajmuje się rozwiązaniami z zakresu AI.

## Życiorys
Mironiuk ukończył V Liceum Ogólnokształcące we Wrocławiu. W 2009 został zatrudniony przez agencję marketingową DDB.
W 2014 rozpoczął własną działalność pod nazwą Cosmose AI. W tym samym roku zrezygnował ze stanowiska w DDB i przeniósł się do Azji, aby tam rozwijać swój biznes.
W 2017 umieszczony na liście Financial Times New Europe 100 Challengers.
W 2018 znalazł się na liście Forbes Asia – 30 Under 30 i Forbes Polska 30 przed 30.
W 2023 wartość jego biznesu przekroczyła 2 miliardy złotych, tym samym stając się jednym z 50 największych polskich przedsiębiorstw prywatnych. Mironiuk rozpoczął w tym roku także działalność społeczną.

## Biznes
Mironiuk w ramach Cosmose AI opracował technologię, która wykorzystując sztuczną inteligencję poprawiającą efektywność marketingu.
Przedsiębiorstwo zostało szerzej zauważone w branży dzięki kampanii wizerunkowej, zaprezentowanej podczas Cannes Lions w 2014. Akcja opierała się na spaleniu replik banknotów 1000 dolarowych, reprezentujących wartość nominalną, w wysokości 500 mld USD.
W 2017 w przedsiębiorstwo zaczęły inwestować międzynarodowe marki.
Cosmose AI współpracuje ze światowymi markami, m.in. L’Oréal, Coca-Cola, Samsung, Walmart czy LVMH